# Stadtbibliothek Halle
Die Stadtbibliothek Halle ist eine Öffentliche Bibliothek, die von der Stadt Halle (Saale) als Trägerin der Einrichtung betrieben wird.

## Geschichte

Städtische Lesehalle 1904, Foto in der Architektonischen Rundschau von 1906

Durch den „Verein für Volkswohl“ wurde am 14. November 1874 eine Volksbücherei im Rathaus der Stadt eröffnet. Im Jahre 1892 konnten eigene Räume in der Rathausstraße bezogen werden.
Die Grundsteinlegung für den Neubau einer Lesehalle fand im Jahr 1904 statt. Am 4. Juni 1905 erfolgte die feierliche Übergabe der Lesehalle am Hallmarkt im neu erbauten Haus Salzgrafenstraße 2. Eigentümer war der Verein für Volkswohl.
1921 ging das Gebäude in die Trägerschaft der Stadt Halle über.  Eine erste Zweigstelle wurde im Jahr 1930 im Süden der Stadt, im Böllberger Weg, eröffnet. Die Einweihung einer Musikbücherei erfolgte am 21. November 1934 im Hauptgebäude am Hallmarkt. Eine weitere Zweigstelle wurde im Jahr 1936 im Norden der Stadt eröffnet und im Jahr darauf eine Jugendbücherei im Hauptgebäude.
Von 1954 bis 1991 besaß die Bibliothek den Status einer Stadt- und Bezirksbibliothek, womit der Aufbau eines Bibliotheksnetzes im Bezirk Halle sowie die methodische Anleitung der Bibliotheken des Bezirkes verbunden war. Im Jahre 1977 umfasste das Bibliotheksnetz die Hauptbibliothek, 13 Zweigbibliotheken, eine Fahrbibliothek sowie zahlreiche Ausleihstellen in Betrieben und anderen Einrichtungen. 1979 wurde die Artothek in der Zweigstelle Süd eröffnet und im Jahr 1984 – nach dem Auszug aus der Hauptbibliothek – eine neue Musikbibliothek am Moritzzwinger.
1991–1993 erfolgten Rekonstruktionsmaßnahmen in der Hauptbibliothek am Hallmarkt. Im Jahre 1993 mussten sieben Zweigstellen geschlossen werden. Im Jahr darauf, 1994, wurde eine neue Stadtteilbibliothek im Westen der Stadt, im Stadtteil Neustadt, eröffnet.
Ein erstmaliger Internet-Zugang, damals noch kostenpflichtig, wurde für die Benutzer im Jahre 1999 bereitgestellt. 2003 waren die Medien über den OPAC recherchierbar und ein Jahr später wurde die elektronische Ausleihverbuchung in der Zentralbibliothek sowie eine Jahresgebühr eingeführt.
Im Jahr 2001 erhielt die Musikbibliothek neue Räumlichkeiten im Händel-Karree in der  Kleinen Marktstraße. 2003 beschloss der Stadtrat die Schließung weiterer sechs Zweigbibliotheken. Eine neue Stadtteilbibliothek für die Bewohner im Süden der Stadt wurde im Jahr 2004 eröffnet. Im Jahre 2010 wurde nach sechzehn Jahren eine neue Fahrbibliothek in Betrieb genommen.
Ein Erweiterungsbau für die Zentralbibliothek wurde am 23. Januar 2012 feierlich eröffnet.
Am 9. September 2013 startete für die Benutzer der Stadtbibliothek Halle die Onleihe.

## Gebäude
Das in den Jahren 1904/1905 am Hallmarkt errichtete und heute noch durch die Stadtbibliothek genutzte Haus Salzgrafenstraße 2 ist ein unter Denkmalschutz stehender fünfgeschossiger Putzbau mit sieben schmalen, segmentbogig zwischen kräftigen Wandvorlagen vorschwingenden Fensterachsen. Mit seiner dezent plastischen und stark vertikalbetonten Fassade ist er von platzbeherrschender Wirkung und ein qualitätsvolles Beispiel der späten Jugendstilarchitektur in Halle. Der Entwurf stammt von den Architekten Theodor Lehmann und Gustav Wolff. Im Denkmalverzeichnis der Stadt Halle ist das Gebäude unter der Erfassungsnummer 094 05004 als Bibliothek verzeichnet.
In den Anfangsjahren nach der Errichtung waren die 3. und 4. Etage an den Hausmeister und einen Kunstmaler vermietet. Außer der Lesehalle und der Volksbibliothek befanden sich im Haus noch eine Kaffeehalle und die Arbeitsnachweisstelle, später das Arbeitsamt. Heute hat die Stadtbibliothek das gesamte Gebäude zu ihrer Verfügung.

## Standorte
Das öffentliche Bibliotheksnetz der Stadt Halle wird gebildet durch
- die Zentralbibliothek mit Artothek, Kinderbibliothek und Jugendmediathek im Hauptgebäude am Hallmarkt,
- die Stadtteilbibliothek Nord in der Reilstraße,
- die Stadtteilbibliothek Süd im Kaufland-Center des Südstadtrings,
- die Stadtteilbibliothek West im Stadtteil Neustadt,
- die Musikbibliothek im Händelkarree, Kleine Marktstraße
- und die Fahrbibliothek.

## Angebot und Service

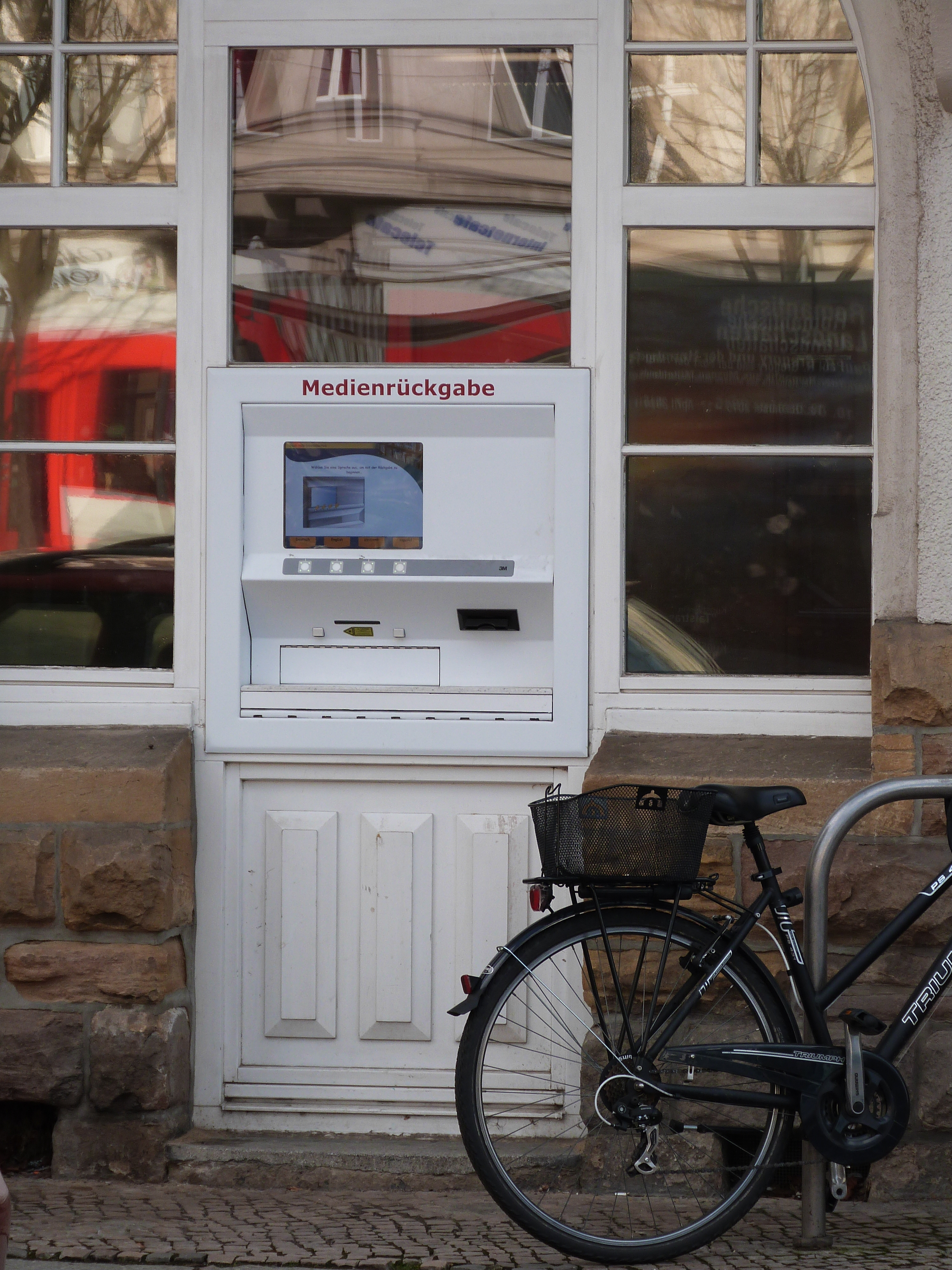
Medien-Rückgabeautomat an der Stadtbibliothek Halle

Das Medienangebot der Stadtbibliothek Halle umfasst Bücher, CD, DVD, Blu-ray Disc, Hörbücher, DAISY-Hörbücher, Noten, Bilder, Zeitungen, Zeitschriften, Konsolen- und Gesellschaftsspiele, Tonie-Figuren und Tonie-Boxen, tiptoi- und BOOKii-Stifte, Musikinstrumente, E-Book-Reader sowie virtuelle Medien (eBook, eAudio, eVideo, ePaper, eLearning-Kurse). Die Medien sind über einen öffentlich zugänglichen Online-Katalog OPAC abrufbar.
Den Benutzern stehen kostenlose PC-Internetarbeitsplätze sowie WLAN-Netze in allen Zweigstellen zur Verfügung.
Die Stadtbibliothek Halle ist Teilnehmer der Online-Bibliothek Sachsen-Anhalt, die von der DiViBib GmbH aus Reutlingen unter dem Namen Onleihe Sachsen-Anhalt biblio24.de betrieben wird. Die Ausleihe von E-Book-Readern ist möglich. Seit 2022 werden englischsprachige eBooks sowie eAudios über den Anbieter OverDrive angeboten.
Ebenfalls stellt die Stadtbibliothek ihren Benutzern zwei Pressedatenbanken zur Verfügung. In der deutschsprachigen Pressedatenbank der GBI-Genios eBib-Solution sind 350 überregionale und lokalen Tages- & Wochenzeitungen sowie 1.000 Zeitschriften digital nutzbar.
Über das Portal PressReader können die Benutzer sich in einem Angebot von über 7.000 digitalen Zeitungen und Zeitschriften in über 60 Sprachen informieren.
2022 hat die Stadtbibliothek ihr Angebot durch eine Bibliothek der Dinge sowie eine Saatgutbibliothek ergänzt.
In der Zentralbibliothek wird die RFID-Technik genutzt, mit deren Hilfe es möglich ist, Medien selbstständig auszuleihen und auch außerhalb der Öffnungszeiten über einen Medien-Rückgabeautomat abzugeben.
Die Stadtbibliothek Halle nimmt am überregionalen Leihverkehr, der Fernleihe, teil.

## Förderverein
Der am 18. Januar 2004 gegründete Verein der Freunde der Stadtbibliothek Halle e.V. unterstützt die Bibliothek ideell und materiell, zum Beispiel durch Bereitstellung von Mitteln für Medien und Einrichtungsgegenstände. Der Verein sammelt nicht mehr benötigte Bücher und führt regelmäßig Bücherbasare zugunsten der Stadtbibliothek durch. Auch werden vom Verein öffentliche Bücherschränke, u. a. in Telefonzellen, eingerichtet und betreut.